# Chiesa di San Lorenzo (Monterongriffoli)

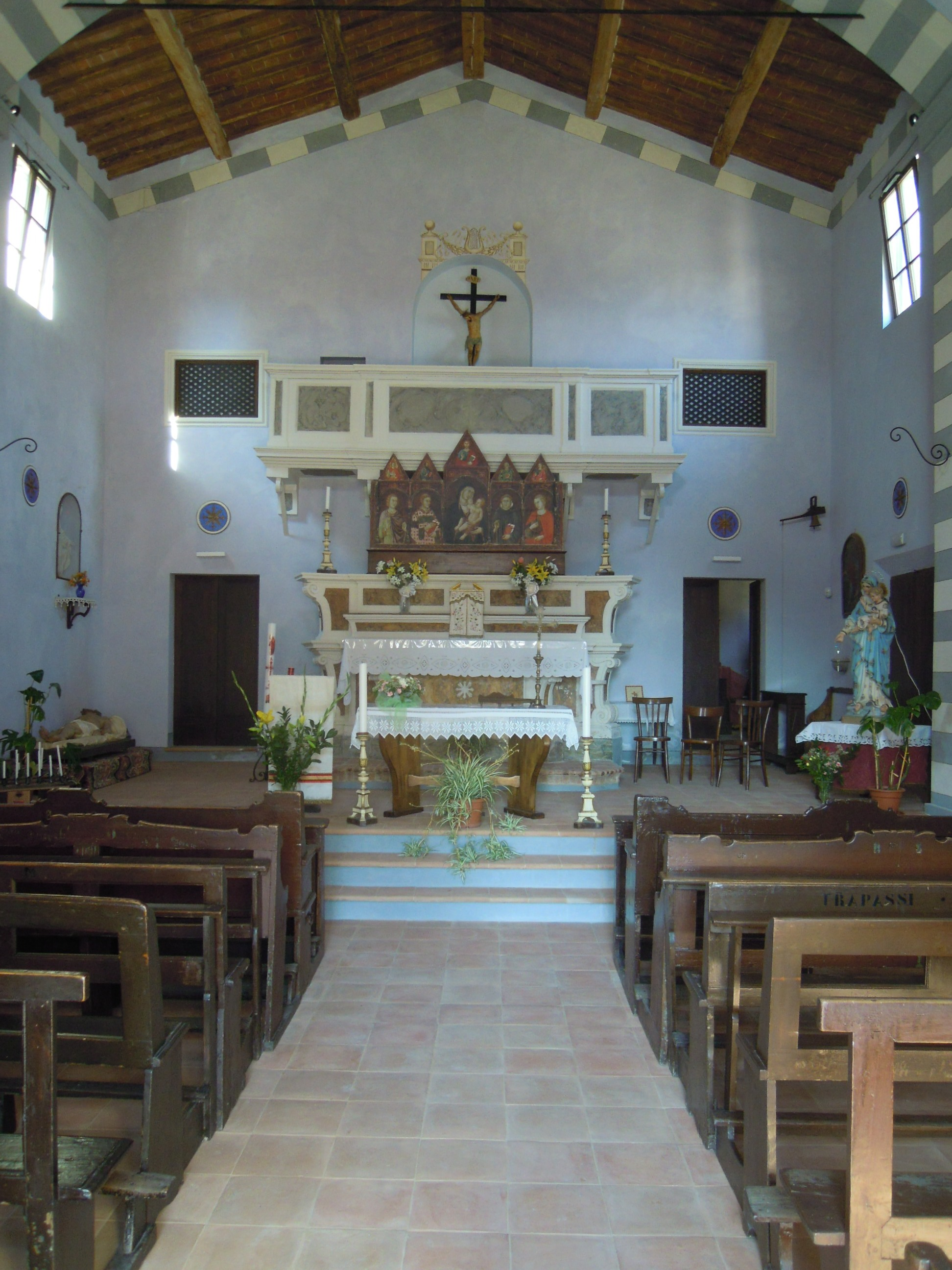
L'interno

La chiesa di San Lorenzo è la chiesa principale del paese di Monterongriffoli, nel comune di Montalcino.

## Storia
La chiesa di San Lorenzo in Monterongriffoli fu costruita fra il XIII e il XIV secolo, come arcipretura della pieve di Santa Maria di Pava. Nel 1594, il vescovo di Pienza Francesco Maria I Piccolomini concesse all'arcipretura il fonte battesimale, mentre risalgono al XVIII secolo i restauri in stile barocco pagati dal nobile senese Marcantonio Borghesi, al termine dei quali, nel 1781, furono solennemente consacrati i tre nuovi altari dal vescovo di Chiusi e Pienza Giuseppe Pannilini. Fra il 2005 e il 2008 la chiesa viene restaurata e viene ricollocato nell'edificio il quadretto raffigurante Sant'Emidio. Attualmente (2011) la chiesa viene officiata la terza domenica del mese e la domenica più vicina alla festa di san Lorenzo martire, che cade il giorno 10 agosto.

## Descrizione
L'esterno della chiesa, molto semplice, è completamente in laterizio, ed è privo di decorazioni. Nella facciata, si aprono il portale e il piccolo rosone circolare, inscritto nel segno di una finestra rettangolare, ormai murata. Sul fianco destro, vi è il campanile a vela con una campana.
L'interno della chiesa è a navata unica suddivisa in tre campate da due archi a sesto ribassato, sorretti da pilastri dipinti con bande orizzontali bianche e grigie. La chiesa non ha né abside, né cappella laterali; la copertura della navata è a travi lignee a vista. Nella seconda campata, si trovano i due altari laterali, risalenti ai restauri settecenteschi. Essi, in stucco in parte dipinto a finto marmo, sono costituiti dalla mensa e dall'ancona. L'altare di destra accoglie una tela del XIX secolo raffigurante la Madonna del Rosario in trono fra i santi Domenico e Caterina da Siena, quello di destra Sant'Isidoro Agricola che ascolta la messa di un pittore ignoto del XVIII secolo; sopra il tabernacolo dello stesso altare, vi è un quadretto raffigurante Sant'Emidio vescovo. L'ultima campata, rialzata rispetto alle altre di tre gradini, è il presbiterio. Al centro di essa vi è l'altar maggiore, in stucco dipinto a finto marmo, sovrastato dalla copia del polittico della scuola di Duccio di Buoninsegna Madonna col Bambino fra i santi Agostino, Leonardo, Marcellino e Lorenzo, originariamente nella chiesa e attualmente (2011) nel Museo diocesano di Pienza; nelle cuspidi della pala, sono raffigurati Gesù Cristo (al centro), i santi Pietro e Paolo (ai suoi lati) e due angeli. Sulla parete di fondo vi è la cantoria lignea dipinta che accoglie un crocifisso entro una nicchia. Alla sinistra dell'altar maggiore vi sono le statue processionali del Cristo morto e dell'Addolorata; alla destra dello stesso un quadretto con San Lorenzo orante, per un periodo pala d'altare.